# ニコラ・ゴンベール
ニコラ・ゴンベール(Nicolas Gombert, 1495年頃〜1560年頃)はルネサンス時代のフランドル楽派の作曲家。ジョスカン・デ・プレとパレストリーナの間の世代では最も有名かつ最も影響力のあった作曲家で、存分に展開される複雑なポリフォニー様式は、音楽史における過渡期の最良の典型となっている。  

## 生涯
幼年期については大雑把なことしか分からないが、1490年ぐらいに、リールからサントメール（St. Omer）にかけてのフランドル南部に生れたらしい。ジョスカン・デ・プレがコンデ・シュル・レスコーに隠退してからその指導を仰いだとされており、そうだとすればおそらく1515年から1521年までであったろう。
ゴンベールは1526年に、神聖ローマ帝国皇帝カール5世の宮廷礼拝堂に歌手として（そしておそらくは作曲家としても）採用されている。1529年には、宮廷礼拝堂の少年合唱の指導者（magister puerorum）と呼ばれている。ゴンベールと宮廷歌手は、帝国各地の都市で出演の記録が残っていることから、カール5世の遠征に同行したことは確実である。1530年代のある時期に、ゴンベールは聖職者として数ヵ所（クルトレー、ランス、メス、ベテュヌなど）の聖堂から聖職禄にあずかるようになった。1534年かそれ以前から、トゥルネーの聖歌隊長に着任し、おそらく生涯のほとんどをその地で過ごしたようである。
同時代の内科医で数学者のジェロラモ・カルダーノの証言によると、ゴンベールは、預けられた少年を陵辱した罪に問われて、ガレー船での服役を宣告されたという。真相はどうあれ、1540年になるとゴンベールの名はあらゆる教会の記録から消えてしまう。1552年にゴンベールは《マニフィカト》を出版していることから、どうやら同年かそれ以前のある時期に、恩赦を受けたということらしい。たぶんトゥルネーに戻ったようだが、その地で何年間どのような余生を送ったかについてははっきりしない。カルダーノによると、ゴンベールの没年は1561年だという。

## 音楽様式
おそらくゴンベールは、ジョスカンとパレストリーナの間の世代の、とりわけ宗教曲の分野において、最もすぐれた代表者である。ゴンベールはポリフォニー様式を至高の極致に至らしめた。模倣がジョスカンにあっては一般的な仕掛けであったとすれば、ゴンベールにあってはそれがしみ渡っている。長きにわたるホモフォニーの楽句は、ゴンベールの宗教曲ではまず滅多に見受けられない。ゴンベールは、非常に密な間隔での模倣をとりわけ好んだが、技術的には非常に難度の高い離れ業である。ゴンベール作品では、とりわけ同時期に活躍した他のフランドル楽派の作曲家にくらべると、頻繁な不協和音の利用も目立っている。この点においてはむしろ同時代のイギリスの作曲家、例えばジョン・タヴァーナーやトマス・タリスに近しい。表現効果のためにゴンベールが用いた不協和音は、ジョスカン追悼の6声のモテット《ジュピターの娘、ムーサたちよ（Musae Jovis）》にとりわけ顕著である。対斜を形成する半音同士の衝突によって、悲しみと嘆きが激しく表出されている。
最も人気の高い作品は、8曲からなる《マニフィカト集》で、カルダーノはこれをゴンベールの「白鳥の歌」と呼んだ。――カルダーノによると、ゴンベールはこの曲集を皇帝カール5世のための捧げものとして作曲して大赦を求め、これにいたく心を動かされた皇帝は、ゴンベールの服役を解くことに決めたのだという。
世俗音楽――ほとんどがシャンソンである――においては至って簡潔な作風をとり、モテットやミサ曲に見られるような複雑な対位法を遠ざけた。ゴンベールの世俗歌曲は幅広い地域で、リュートやギターのために編曲されて流布しており、人気の高さを物語っている。
現存するゴンベール作品は、ミサ曲 10曲、優に160曲をこえるモテット、およそ70曲のシャンソン、（おそらくスペイン滞在中に作曲された）カンシオーネス canción1曲、マドリガーレ1曲、そして若干数の器楽曲がある。

## 後世への影響
ゴンベールは、楽譜の幅広い分布や、他の作曲家による作曲への転用、出版社から払われた無類の配慮（複数の作曲家の作品によるアンソロジーではなく、ゴンベール作品のみの曲集の出版）からも察せられるように、ジョスカン没後のヨーロッパでは最も高名な作曲家の一人であった。しかしながらその名声と楽譜の入手のしやすさにもかかわらず、次世代のフランドル楽派の作曲家はたいてい、もっと単純化された様式で作曲した。これは一部には、究極をきわめてしまった対位法のイディオムに対する避けられない反発のためであり、また一部には、宗教音楽、とりわけ典礼音楽において歌詞の聞き取りやすさが要請されたトリエント公会議特別声明のためであった。濃密な模倣のテクスチュアによって作曲家がその要求を実現するのは、ほとんど至難の業だったのである。
濃密なテクスチュアによるゴンベールの通模倣の手法が次世代の作曲家たちに継承されることはなかったものの、カンツォーナやリチェルカーレのような器楽曲の形式は、直接ゴンベールの声楽様式に由来しており、結局これらがバロック音楽の時期になって、フーガに変質したのである。ゴンベール作品は、声楽曲ではかつてないほど極度に複雑な対位法の技巧が凝らされた創作例の代表といってよい。

## 参考資料
- ピーター・フィリップス（Peter Phillips）：タリス・スコラーズのCD「ゴンベール〈マニフィカト第5番〜第8番〉」（Gimell CDGIM 038）への英文解説